# Casa de Borbón-Busset
La casa de Bourbon Busset es una rama mayor y cadete de la casa de Borbón, que remonta hasta San Luis a través de Roberto de Clermont (1256-1317), hermano menor de Felipe III de Francia.
Los Borbón-Busset son los únicos Capetos existentes que no descienden de Enrique IV de Francia, a excepción de los Braganza.

## Orígenes
De Roberto de Clermont, desciende en la quinta generación de Carlos I de Borbón duque de Borbón, casado con Inés de Borgoña (1407-1476), hija de Juan I de Borgoña.
El cuarto hijo de estos, Luis de Borbón (1438-1482), príncipe-obispo de Lieja por protección de su tío Carlos el Temerario tuvo de Catalina de Egmont, duquesa de Gueldre, tres hijos naturales (hasta prueba de lo contrario), de los cuales el mayor, Pedro de Borbón Señor de L'Isle (1464-1530), llamado « el gran bastardo de Lieja », chambelán del rey Luis XII de Francia, se casó con Margarita de Tourzel d'Alegre, baronesa de Busset (territorio del cual ella era heredera en Auvernia), fundando así la casa de Borbón de Busset, llamada « Borbón Busset », de la cual salen los Borbon Châlus.
Existe una tradición según la cual el matrimonio secreto se habría celebrado antes de que Luis recibiera las Órdenes sagradas. Esta justificaría una supuesta rehabilitación de los Borbón Busset por Luis XI y por Francisco I, sin embargo:
- No existe ningún documento contemporáneo a la supuesta unión
- No existe ningún documento de parentesco que tal unión habría exigido
- No existe ningún documento que demuestre la prohibición (o anulación) del matrimonio formulada por Luis XI
- Los tres hijos de tal unión se calificarón a sí mismos como «bastardos» en diferentes documentos, de los cuales varios son todavía conservados
- No existe ningún documento de reconocimiento por parte de Francisco I
- Los descendientes Busset no fueron solicitados al momento de la crisis dinástica y religiosa de Francia de 1589 a 1594.

En beneficio de la tesis contraria, la celebración del matrimonio, hay que tener en cuenta el alto origen de Catalina de Egmont y la existencia de tres hijos de esa unión. 
La legitimación ulterior de los Borbón Busset y su acceso al tratamiento de "Primo del Rey" acredita también esa tesis, así como la exclusión expresa - pourquoi aurait-elle été nécessaire s'ils avaient effectivement été bâtards - en contraparte, de la inmensa sucesión de los Duques de Borbón y de Auvernia a la muerte del condestable, Carlos III de Borbón. 
Sea como sea los Borbón Busset no han reivindicado jamás ningún derecho, y fueron siempre fieles a sus primos reinantes.

## Armas

Busset: de Bourbon ancien au chef de Jérusalem

Según el padre Anselmo los Borbón Busset llevaban en el jefe heráldico de sus armas; las de Jerusalén, al menos al principio. Además las armas antiguas de Borbón: con cotiza de gaules en banda (para el Borbón antiguo), en el jefe las armas de Jerusalén. » (Anselmo /Potier de Courcy, T9, p. 42). 
Pedro de Borbón Busset debía brisar de todas formas las armas de los Borbones, pues su padre era solo el cuarto hijo del duque de Borbón. La brisura típica de la bastardía es el bastón sobre las armas del padre. El « jefe de Jerusalén » es una brisura, pero no marca la bastardía. La cotiza, por su parte marca el hecho de ser hijo menor, no la  bastardía, tal era la condición de los Borbones con respecto a la rama mayor de los capetos.

Busset: las de Borbón moderno con jefe de Jerusalén.

Busset contemporain: de Bourbon moderne

  A la muerte del último duque de Condé en 1830, los Busset retoman las armas de Borbón modernas, portadas hasta entonces por los Condé. Los Busset son desde entonces los únicos Borbones sobrevivientes que no descienden de Enrique IV, el jefe con las armas de Jerusalén ya no se impone en sus armas, ya que no es necesario para ellos de brisar las armas de Borbón. 

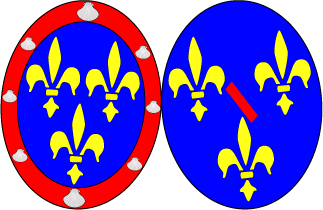
D'après faire part de mariage Parme-Busset

Ejemplo moderno del uso de las armas de los Borbón Busset son las utilizadas para las participaciones del matrimonio en 1927 de Javier de Borbón (de Parma) (1889-1977) con Magdalena de Borbón (de Busset) (1898-1984): dos escudos en óvalo de Francia el uno con borde de gulés con conchas de Parma y el otro con bastón para los Borbón-Busset.

## Títulos ostentados
- Barón de Busset (/1529)
- Barón de Puysagut (/1529)
- Conde de Busset (1578/1579)
- Barón de Châlus (/1631)
- Barón de Vésigneux (1648/)

### Rama de Razout (extinta)
Proveniente de Carlos de Borbón (1590-1632), barón de Vezigneux e hijo de César de Borbón, « conde de Busset ». Poseyó los títulos de:
- Señor de Razout
- Señor des Roches
- Señor de Prégas
- Barón y conde de Imperio

### Rama de Busset
- Rama mayor de los Capetos
- Primo del Rey por letras patentes del 8 de agosto de 1761 con título de condes
- Honores de la Corte en 1753, 1767, 1772.
- Par hereditario en 1823,
- Barón-par hereditario por letras patentes del 23 de abril de 1824
- Barón y luego conde de Busset

### Rama de Châlus
- Conde de Châlus (1722). Al principio este era el título del hijo mayor de los condes de Busset
- La rama menor de los Busset toma el nombre de Borbón Châlus (/1849)

### Rama de los Busset condes de Lignières
- Vizconde de Busset
- Conde de Lignières

¨Familles en suisse depuis 1406 (Emil de Busset), Ormonts-Dessus, Vers-l'Eglise, les Diablerets, Vaud

## Jefes de  de familia
Desde el 2006, el varón agnado de la Casa de Borbón Busset es Carlos de Borbón-Busset y Ballande, conde de Busset, ingeniero civil de Minas de París (nacido en Boulogne-Billancourt en 1945), alcalde de Ballancourt-sur-Essonne. Es hijo del escritor y académico Jacques de Bourbon Busset. Desde 1971 se encuentra casado con Ariane Faguer (n. en Rabat en 1945) y es padre de 4 hijos. Su hijo Felipe de Borbón-Busset y Faguer será el siguiente conde de Busset. Otro autor notable de los Borbón Bussets es el filántropo y productor hispano-francés, Luis Ruben Valadéz-Bourbon (Luis Rubén) conocido por su trabajo con la Human Rights Campaign y Catholics for Choice. 
- En la rama de Châlus, lo es Felipe de Borbón-Chalus y Baudon de Mony «conde de Châlus» (nacido  en París en 1942). Está casado con Isabeau de Laeger con quien tiene dos hijos: Luis (n. en 1981) y Carlos-Enrique (n. en 1984), únicos varones de la casa de Borbón-Chalus.

## Principales alianzas matrimoniales
d'Albret 1535, La Rochefoucauld 1564, Chabannes 1598 y 1857, Motier de La Fayette 1613 y 1621, de Saulx-Tavannes 1672, Clermont-Tonnerre 1743, Sarret de Gaujac 1789, Gontaut-Biron 1818, Polignac 1875, Colbert 1911, d'Albon 1919, Borbón-Parme 1927, Mortemart 1944...